# Michaelophorus
Michaelophorus là một chi bướm đêm thuộc họ Pterophoridae. Các loài trong chi này phân bố rộng khắp ở các vùng có khí hậu miền Tân nhiệt đới. Có ít thông tin về sinh thái học của chi này.

## Các loài
- Michaelophorus nubilus (type)
- Michaelophorus dentiger
- Michaelophorus indentatus
- Michaelophorus margaritae
- Michaelophorus hodgesi
- Michaelophorus shafferi
- Michaelophorus bahiaensis